# Loxocarya
Loxocarya é um género botânico pertencente à família Restionaceae.